# Micro-Star International
Pour les articles homonymes, voir MSI.
Micro-Star International, Co. Ltd., plus connu sous sa marque MSI, est une société basée à Taïwan fondée en 1986.
La société fait partie des trois plus grands constructeurs de matériels informatiques au monde, essentiellement spécialisée dans l'ordinateur de jeu, MSI emploie plus de 6800 personnes.

## Historique

Logo secondaire.

MSI a été fondé en août 1986 et emploie en 2009 plus de 2 500 ingénieurs dans son département recherche et développement.
En 2010, MSI a dévoilé ses résultats : 12,7 millions de dollars de bénéfice net. Quant à ses livraisons de cartes mères, elles auraient atteint selon DigiTimes entre 4,1 et 4,4 millions d’unités, soit un nombre au-delà des prévisions (+10 %).
MSI produit des cartes graphiques certifiées de marque NVIDIA (depuis 1999) et AMD.
La production annuelle de MSI est, en 2009,  de plus de 20 millions de cartes mères et de 11,8 millions de cartes graphiques, ce qui fait de MSI l'un des plus grands fabricants de composants informatiques au monde.

## Sites de production
Les usines de MSI se trouvaient à l'origine à Taïwan (à Jung-He). Actuellement, l'entreprise possède des usines en Chine (à Kunshan et à Shenzhen).

## Catégorie de produits

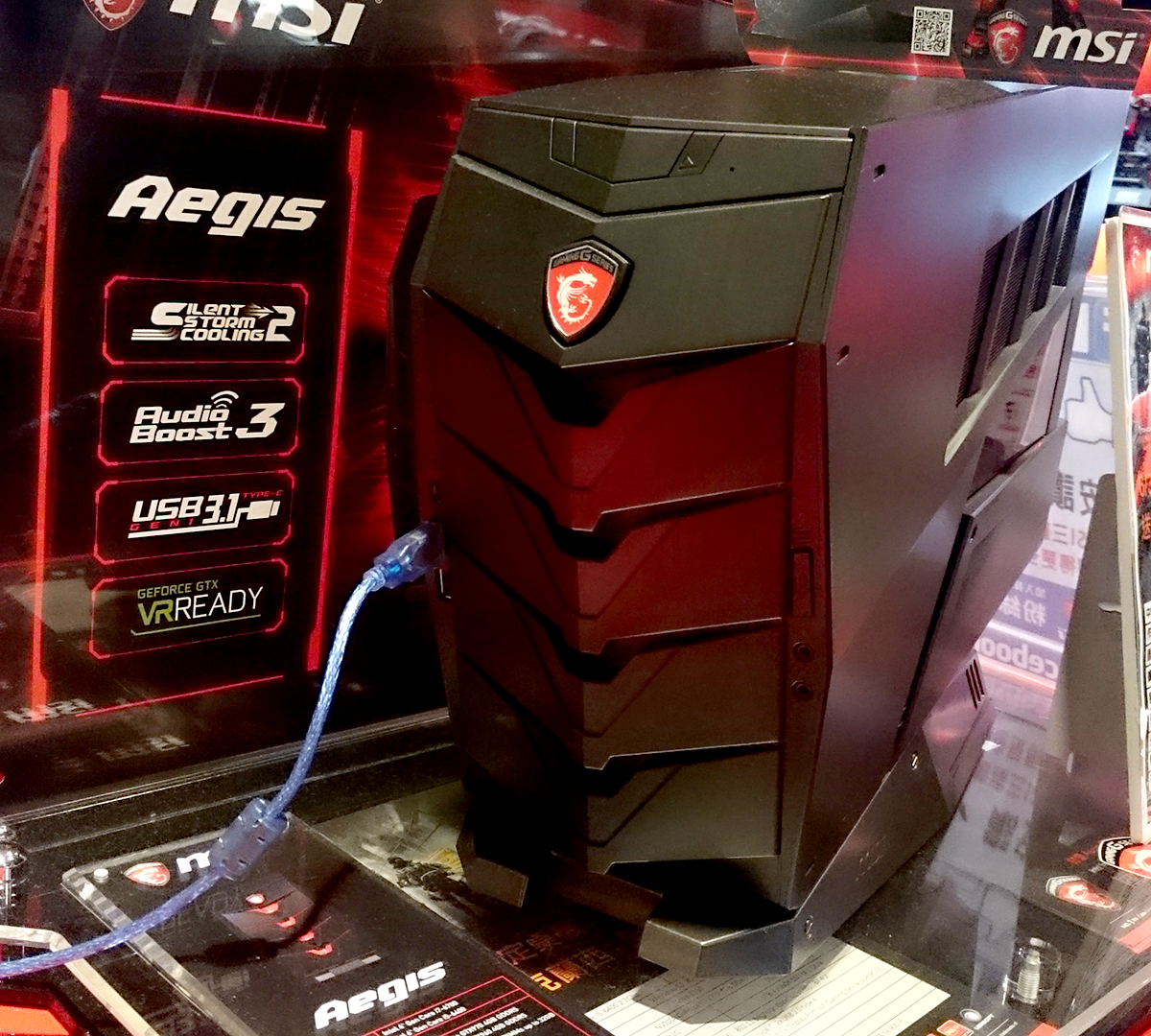
Un PC MSI.

- Cartes mères (dont elle assurait la production pour Packard Bell)
- Cartes graphiques
- Assistants personnel
- Barebones
- Serveurs
- Périphériques Wi-Fi
- Périphériques optique (lecteurs et graveurs CD-ROM et DVD-ROM)
- Périphériques informatiques : claviers, souris, casque audio, manette, tapis de souris
- Webcams
- Ordinateurs de bureau
- Ordinateurs portables
- Écrans d'ordinateur
- Blocs d'alimentation
- Ventirads
- Kits de watercooling
- SSD
- Boîtier PC
- Chaises de bureau gaming